# ماريو بارتي 6
ماريو بارتي 6 (بالإنجليزية: Mario Party 6)‏ (باليابانية: マリオパーティ6) ، هي الجزء السادس من سلاسل ألعاب ماريو بارتي ، أنتجت اللعبة سنة 2004م والتي طورها شركة هادسن سوفت ونشرها شركة نينتندو اليابانية، وتعمل لنظام جيم كيوب.